# Terrasses du Port
Les Terrasses du Port sont un centre commercial situé dans le 2e arrondissement de Marseille, comptant 190 commerces.

## Histoire
La construction de centres commerciaux de cette ampleur au centre-ville de Marseille était interdite jusqu'en 2001. Cette interdiction a été levée par la municipalité UMP de Jean-Claude Gaudin afin de tenter de capter une partie du commerce qui se fait jusqu'alors dans les centres commerciaux de la périphérie marseillaise, tel que Marseille Grand Littoral ou Plan de Campagne. Ce choix est contesté par le PS lors des élections municipales de 2008 qui craint que l'ouverture du centre n'aie un impact négatif sur les petits commerces du centre-ville.
Le centre commercial ouvre ses portes le 24 mai 2014. En juin 2017, un projet d'expansion des Terrasses du Port (transformation du hangar J1) est annoncé en vue d'y proposer des activités de loisirs,. En septembre 2017, Hammerson signe un partenariat avec les commerces du centre-ville marseillais pour contribuer au financement de la rénovation de leurs façades. En avril 2018, Marie Canton est nommée à la direction des Terrasses du Port.
De fin 2018 à l'été 2019, 16 œuvres monumentales de 16 mètres carrés sont installées sur les façades du bâtiment. En septembre 2019, Hammerson engage l'installation d'un système d'énergie solaire sur les toits du centre commercial.
En 2021, Hammerson et Engie annoncent que le raccordement du centre commercial au réseau de géothermie marine Thassalia est finalisé. Thassalia alimente désormais le complexe de bâtiments en eau chaude et en eau glacée. Chauffage en hiver, climatisation en été sont ainsi fournis grâce à l’exploitation de l’énergie calorifique contenue dans la mer Méditerranée.

## Description
Le bâtiment comporte une terrasse de 2 600 m2 offrant un point de vue sur les bassins portuaires de la Joliette et d'Arenc, d'où son nom. Le toit du bâtiment côté mer ressemble à la coque d'un paquebot. Les zones d'embarquement des passagers ont été conservées au rez-de-chaussée. Sur la terrasse, des tables d'orientation informent les visiteurs sur la faune et la flore des environs.
Le bâtiment est conçu par l'architecte Michel Pétuaud-Létang en collaboration avec le cabinet 4A Architectes et les bureaux d'étude Ingérop et Barbanel. Le projet, d'un coût de 466 millions d'euros, est financé par le groupe anglais Hammerson.

## Caractéristiques
61 000 m² de commerces
Un jardin d'enfants
190 boutiques et restaurants
2 600 places de parking
2 600 m² de terrasse avec vue sur la mer
260 mètres linéaires de façade en front de mer
3 000 m² d'espace pour événements et réceptions privées
situation centrale, accessible par tous les moyens de transport

## Récompenses
- 2014 : Prix du meilleur projet de régénération urbaine lors des Mapic Awards [14].
- 2015 : Prix de la meilleure création d'un centre commercial décerné par le Conseil National des Centres Commerciaux (CNCC) [15].